# Procopio il Decapolita
Procopio il Decapolita (... – VIII secolo) è stato un monaco di Costantinopoli dell'VIII secolo, torturato durante il regno dell'imperatore bizantino Leone Isaurico.
Insieme a san Basilio fu imprigionato per aver venerato delle immagini sacre e liberato dopo la morte dell'imperatore (741).
La Chiesa ortodossa lo venera il 27 febbraio giorno che secondo la  tradizione sarebbe nato e gli attribuisce il titolo di  "confessore" termine che indica non il  martirio bensì la confessione eroica della fede.